# Хусія
Хусія (рум. Husia) — село у повіті Селаж в Румунії. Адміністративно підпорядковане місту Жибоу.
Село розташоване на відстані 383 км на північний захід від Бухареста, 21 км на північний схід від Залеу, 61 км на північ від Клуж-Напоки.

## Населення
За даними перепису населення 2002 року у селі проживали 294 особи.
Національний склад населення села:
| Національність | Кількість осіб | Відсоток |
| -------------- | -------------- | -------- |
| румуни         | 272            | 92,5%    |
| угорці         | 22             | 7,5%     |

Рідною мовою назвали:
| Мова      | Кількість осіб | Відсоток |
| --------- | -------------- | -------- |
| румунська | 273            | 92,9%    |
| угорська  | 21             | 7,1%     |